# All My Friends We're Glorious: Death of a Bachelor Tour Live
All My Friends We're Glorious: Death of a Bachelor Tour Live è il quarto album dal vivo del gruppo musicale Panic! at the Disco.
L'album è stato registrato il 15 aprile 2017 presso il BB&T Center di Sunrise, in Florida, e pubblicato il 15 dicembre 2017 in formato digitale e come LP in edizione limitata. Il disco comprende alcune esibizioni del gruppo durante il Death of a Bachelor Tour, il tour seguito all'uscita dell'album Death of a Bachelor. Il gruppo ha in seguito pubblicato dei filmati registrati durante i concerti per ogni brano dell'album.

## Tracce
1. Don't Threaten Me with a Good Time – 4:45
2. LA Devotee – 3:16
3. Ready to Go (Get Me Out of My Mind) – 3:52
4. Golden Days – 4:15
5. Vegas Lights – 3:19
6. A Fever You Can't Sweat Out (Medley) – 4:30
7. Hallelujah – 3:57
8. Nine in the Afternoon – 3:10
9. Miss Jackson – 6:17
10. This Is Gospel – 3:17
11. Death of a Bachelor – 3:27
12. The Ballad of Mona Lisa – 4:45
13. Movin' Out (Anthony's Song) (cover) – 4:12
14. Emperor's New Clothes – 3:19
15. Nicotine – 3:40
16. Crazy=Genius – 3:55
17. Let's Kill Tonight – 3:16
18. Girls / Girls / Boys – 4:52
19. Bohemian Rhapsody (cover) – 7:04
20. I Write Sins Not Tragedies – 4:04
21. Victorious – 3:54